# Тогрул-Арслан
Тогрул-Арслан бен Кылыч-Арслан (тур. Tuğrul Arslan; ум. не ранее 1129 года) — представитель анатолийской ветви династии Сельджукидов, младший сын конийского султана Кылыч-Арслана I, после гибели которого в 1107 году был увезён матерью в Мелитену и там провозглашён султаном.
При помощи мужа матери, Балака бен Бахрам, Тогрул-Арслан увеличил свои территории, присоединив провинции Ханзит и Джахан. Смерть Балака в 1124 году оставила Тогрул-Арслана без поддержки. Летом 1124 года Данышмендиды и брат Тогрул-Арслана, Месуд I, осадили Мелитену. В декабре 1124 года Тогрул-Арслан  бежал из города, чем завершилось его правление.

## Биография

### Происхождение
Тогрул-Арслан был младшим из пяти сыновей конийского султана Кылыч-Арслана I и принадлежал к анатолийской ветви династии Сельджукидов. Его матерью была Айше-хатун, предположительно, являвшаяся дочерью сельджукского правителя Смирны Чака-бея; Кылыч-Арслан I женился на дочери Чака-бея в 1092 году из политических соображений.

### Султан Мелитены
Султан Кылыч-Арслан I отвоевал Мелитену у Данышмендидов 2 сентября 1106 года и, возможно, передал её в удел своему младшему сыну Тогрул-Арслану. В следующем году Тогрул-Арслан с матерью и старшим братом Мелик-шахом сопровождали Кылыч-Арслана в походе против эмира Джавали (Чавли), назначенного сельджукидским султаном Ирака Мухаммедом Тапаром атабеком (правителем) Мосула и аль-Джазиры. Кылыч-Арслан I вошёл в Мосул 22 марта 1107 года по приглашению жителей, не желавших принимать Джавали своим правителем из-за слухов о его жестокости. Джавали отступил. Кылыч-Арслан I оставил в Мосуле небольшой гарнизон, назначил своим заместителем Мелик-шаха, а одного из своих командиров, эмира Бозмыша, султан назначил атабеком (воспитателем) Мелик-шаха. Бей Аркукидов Мардина Иль-Гази и атабек Алеппо Рыдван, не желавшие господства Кылыч-Арслана в Джезире и Северной Сирии, объединились против него с Джавали и 19 мая 1107 года захватили ар-Рахбу. Услышав это, Кылыч-Арслан решил двинуться на них. Но, хотя султан решил сражаться, с ним не было всей его армии. Войска, которые он послал на помощь императору Алексею Комнину, сражавшемуся с Боэмундом на Балканах, ещё не вернулись. Не дожидаясь прибытия этих войск, султан принял бой на берегу реки Хабур. Когда анатолийские эмиры в армии Кылыч-Арслана заметили внушительный размер армии Джавали, они решили не рисковать и отступили, бросив султана. 13 июля 1107 года, воспользовавшись ослаблением сил Кылыч-Арслана, Джавали немедленно начал атаку. Кылыч-Арслан понял, что невозможно добиться успеха. Чтобы не попасть в плен, он на своей лошади бросился в воду реки Хабур, намереваясь перебраться на противоположный берег. Но из-за тяжести доспехов он утонул вместе с лошадью. После смерти Кылыч-Арслана эмир Бозмыш забрал его маленького сына Тогрула Арслана с женой султана и перевёз их в Мелитену. Мелик-шах же был схвачен Джавали и отправлен пленником в Исфахан к султану Мухаммеду Тапару. Сибта ибн аль-Джаузи утверждал, что ещё один брат Тогрул-Арслана, Масуд, был так же отправлен в Исфахан.
Неожиданная гибель султана Кылыч-Арслана I и пленение его старших сыновей привели к кризису престолонаследия в Конийском султанате. Айше-хатун и эмир Бозмыш объявили Тогрула Арслана султаном в Мелитене. Фактическим правителем была Айше при поддержке Бозмыша. Но через некоторое время между Айше и Бозмышем возникли разногласия. Айше-хатун сговорилась с одним из сельджукских эмиров в Мелитене, Ил-Арсланом. Ил-Арслан убил Бозмыша и женился на Айше-хатун. Но народ был им недоволен. Он награбил много золота и намеревался сбежать с ним. Тогрул Арслан и Айше заключили его в тюрьму, когда он собирался отправиться в Конью, и объявили, что он был казнён для успокоения народа. Продержав его год в тюрьме, Айше отправила его к великому сельджукскому султану Мухаммеду Тапару, чтобы заручиться поддержкой великих сельджуков и узаконить власть своего сына. Бар-Эбрей и Михаил Сириец называли Тогрул-Арслана султаном Мелитены. По словам медиевиста С. Меджит, «очевидно, что Мелитена стала независимым государством сельджуков, которое продолжало существовать, вероятно, до 1119 года».
Через некоторое время в Мелитену прибыл Мелик-шах. Согласно свидетельству Бар-Эбрея, Мелик-шах сместил Тогрул-Арслана и оставался султаном в Мелитене, пока трон не занял Месуд. Мелик-шах некоторое время оставался в Мелитене, а затем отправился в Конью. После заключения в тюрьму других своих братьев, Месуда и Араба, он был возведён на престол в Конье (1110 год).

### Балак
Cыновья Кылыч-Арслана «почти беспрестанно сражались между собой», что воодушевило крестоносцев. Боэмунд захватил область Джахан (правобережье Евфрата) и окрестности Мелитены. Мать Тогрул-Арслана искала союзника, поскольку на троне утвердился сын Кылыч-Арслана, Масуд, который уже ослепил Мелик-шаха. По словам Михаила Сирийца, в 1113 году она отправилась к Балаку, который уже стал известен, и предложила ему стать её мужем. Якобы, она сказала: «Султан (Кылыч Арслан) много раз хвалил тебя и говорил, что среди всех турецких амиров нет такого умного и могущественного, как Белек. И я хочу, чтобы ты защитил меня и моих детей от твоего имени». Балак женился на Айше и стал покровительствовать ей и её детям. Они вернулись в Мелитену, сместили атабека. Новым атабеком Тогрул-Арслана Балак стал сам.
Утвердившись в Мелитене, Балак начал действовать от имени Тогрула Арслана. Он вынуждал Мехмеда Чубукоглу продать Ханзит (область на левом берегу Евфрата) Тогрулу Арслану. Мехмед предложил ему золото и несколько мест в обмен на Харпут. Балак и Тогрул Арслан приняли эти условия, но через некоторое время Балак попытался захватить город. Ему помешало лишь прибытие армии султана Мухаммеда Тапара, посланной для борьбы с крестоносцами (1114). Однако в 1115 году эта армия потерпела поражение от войск Артукидов (Балака и Иль-Гази). Воспользовавшись возможностью, Балак немедленно захватил Харпут и сделал его центром своего бейлика.
В 1119 году Тогрул-Арслан, находившийся под защитой Балака, захватил провинцию Джахан у армянских вассалов графа Эдессы. В ответ крестоносцы разорили район Мелитены. Тогрул Арслан с Балаком выступили против Исхака Менгуджекоглу и заняли Кемах. Исхак бежал в Трабзон к дуке Константину Гавру. Тогрул Арслан и Балак заключили союз с Гюмюштекином Гази. Гавр и Исхак-бей потерпели поражение и попали в плен. Гавра отпустили за выкуп в 30 000 динаров, а Исхака Гюмюштекин Гази освободил без выкупа, потому что тот был его зятем. Это поссорило его с Балаком и союз распался.
Балак боролся с армянами из Гергера, совершавших набеги на Мелитену, Харпут и Палу. В 1121 году он заставил их переселиться в Ханзит и поклясться, что они никогда не вернутся в Гергер. После того, как они нарушили клятву и вернулись в Гергер, он сжёг их деревни.

### Окончание правления
В 1124 году Балак погиб при осаде Манбиджа. Тогрул Арслан считал, что имеет право на его наследство, поскольку был приёмным сыном Балака, других сыновей у того не было. Он занял Масару (Миншар) и Гергер.
Возможно, в 1124 году Тогрул Арслан участвовал в осаде Алеппо в союзе с Балдуином и Жосленом. Смбат Спарапет писал, что «На помощь Чослину пришли главари арабских войск, внук Ддуша, владетель Мелитинэ, а также сын Клитч Арслана».
После смерти Балака Тогрул-Арслан потерял его поддержку. Это стало поворотным моментом в его правлении и подготовило конец его власти. Ослабление султана в Мелитене привело к активизации действий Данышмендидов, у которых восемнадцать лет назад город отнял Кылыч-Арслан I. Мелик Гази 13 июня 1124 года двинулся на Мелитену со своим зятем, сельджукским султаном Месудом I, и осадил город. Месуд ранее не трогал Тогрул-Арслана, но он хотел помочь своему тестю, при поддержке которого занял сельджукский престол. Гази осаждал город месяц, после чего оставил своего сына Мухаммеда осаждать Мелитену, а сам вернулся в Сивас. Мухаммед продолжал осаду в течение полугода. В городе начался сильный голод. Цены на хлеб поднялись, но и по этим ценам его трудно было найти. Ели кошек, собак и ослов, не только мясо, но и шкуры. Согласно «Анонимной Сирийской хронике», во время осады в Мелитене началась эпидемия чумы. В безвыходной ситуации Айше-хатун и Тогрул-Арслан обратились за помощью к крестоносцам. Но те они были заняты осадой Алеппо. Тогрул-Арслан не получил ожидаемую им помощь, его мать Айше-хатун заключила в тюрьму всех знатных и богатых людей города. Их пытали  с целью отобрать у них золото, с которым Айше-хатун хотела сбежать из города. 10 декабря 1124 года Айше-хатун и Тогрул-Арслан тайно бежали из города и укрылись в крепости Миншар (Масара) в окрестностях Мелитены. После того, как Тогрул Арслан и его мать покинули Мелитену, люди открыли ворота городских стен и сдали Мелитену Мухаммеду.

### Последние годы
Султан Месуд после захвата Мелитены, покинул город, оставив его своему тестю Мелику Гази. Брат Месуда и Тогрул-Арслана Араб, правивший Кастамону и Чанкыры, счёл это предательством, поскольку их отец, Кылыч-Арслан, захватил город у Данышмендидов. После этого Араб начал с Месудом и Гази войну (1126—1127). Тогрул Арслан действовал вместе с ним. По сообщению Бар-Эбрея, в 1128 году Тогрул Арслан совершил набег на Мелитену, но он не смог войти в город и лишь разграбил его окрестности.
Михаил Сириец и Бар-Эбрей полагали, что после этого сведений о Тогрул-Арслане больше не появлялось, однако Ибн аль-Азрак утверждал, что бывший правитель Мелитены уехал в Хисн-Кайфу к своему тестю Рюкнуддевле Давуду, который был женат на его матери Айше-хатун. В 1129 году Тогрул-Арслан отправился с Давудом в Майяфарикин на похороны своей сестры Сайиде-хатун, которую похоронили в гробнице их отца, Кылыч-Арслана. Тогрул-Арслан получил имущество сестры в наследство и некоторое время жил в Майяфарикине, а затем уехал. После этого имя Тогрул Арслан в источниках не встречается.